# Clupeosoma
Clupeosoma és un gènere d'arnes de la família Crambidae.

## Taxonomia
- Clupeosoma astrigalis Hampson, 1917
- Clupeosoma atristriata Hampson, 1917
- Clupeosoma cicatricale Munroe, 1977
- Clupeosoma cinerea (Warren, 1892)
- Clupeosoma glaucinalis Hampson, 1917
- Clupeosoma laniferalis Hampson, 1907
- Clupeosoma margarisemale Munroe, 1977
- Clupeosoma metachryson Hampson, 1897
- Clupeosoma microthyrale Munroe, 1977
- Clupeosoma orientalalis (Viette, 1954)
- Clupeosoma pellucidalis Snellen, 1880
- Clupeosoma rufistriata Hampson, 1917
- Clupeosoma sericialis (Hampson, 1896)

## Espècies antigues
- Clupeosoma purpureum Inoue, 1982